# Minecraft филм
Minecraft филм (енгл. A Minecraft Movie) америчка је филмска комедија из 2025. по видео-игри Minecraft коју је произвео Mojang Studios. Главне улоге тумаче Џејсон Момоа, Џек Блек, Данијела Брукс, Ема Мајерс и Себастијан Хансен. Радња прати четворо људи који се нађу у Minecraft свету, који потом крећу у потрагу како би се вратили у стварни свет уз помоћ стручног мајстора по имену Стив.
Премијера је приказана 30. марта 2025. у Лондону. Филм је од 3. априла 2025. започео приказивање у биоскопима у Србији. Добио је помешане рецензије критичара. Зарадио је преко 955 милиона долара, у односу на буџет од 150 милиона долара, поставши трећи филм по заради из 2025. Наставак је тренутно у развоју.

## Радња
Четворо несклада — Гарет Гарисон (Џејсон Момоа), Хенри (Себастијан Хансен), Натали (Ема Мајерс) и Дон (Данијела Брукс) — сусрећу се са свакодневним проблемима, све док их мистериозни портал не повуче у чудесан, коцкасти свет који цвета захваљујући машти.
Да би се вратили кући, мораће да овладају овим светом (и заштите га од пиглина, зомбија и других опасности), док крећу у магичну авантуру са непредвидивим, стручним крафетером, Стивом (Џек Блек). Заједно, ова авантура ће их изазвати да буду храбри и да се поново повежу са јединственим особинама које их чине креативним — вештинама које су им потребне и у стварном животу.

## Улоге
| Глумац            | Улога         |
| ----------------- | ------------- |
| Џек Блек          | Стив          |
| Џејсон Момоа      | Гарет Гарисон |
| Ема Мајерс        | Натали        |
| Данијела Брукс    | Дон           |
| Себастијан Хансен | Хенри         |
| Џенифер Кулиџ     | Марлин        |